# Wee Water Wonders
Wee Water Wonders ist ein US-amerikanischer dokumentarischer Kurzfilm von Jack Eaton aus dem Jahr 1953, der für einen Oscar nominiert war.

## Inhalt
Der Film erzählt vom Wunder des Wassers und porträtiert junge Schwimmerinnen, die die Lissa-Bengtsen School of California besuchen und dort regelmäßig am Schwimmunterricht teilnehmen, um beim Jugendschwimmen in den verschiedenen Klassen erfolgreich abzuschneiden.

## Produktion
Der von Paramount Pictures produzierte Film gehört zur Grantland-Rice-Sportlight-Reihe.

## Auszeichnungen
Jack Eaton war mit seinem Film auf der Oscarverleihung 1954 in der Kategorie „Bester Kurzfilm“ (1 Filmrolle) für einen Oscar nominiert, musste sich jedoch Johnny Green und dem Musikfilm Overture to The Merry Wives of Windsor geschlagen geben.